# Geoffrey R. Pyatt
Geoffrey Ross Pyatt (nascido em 16 de novembro de 1963)  é o ex-embaixador dos Estados Unidos na Grécia e na Ucrânia. A carreira de Pyatt no Departamento de Estado dos EUA levou a cargos na Ásia, Europa e América Central.

## Infância e educação
Pyatt nasceu em La Jolla, um subúrbio de San Diego, Califórnia, filho de Kedar “Bud” Pyatt e Mary Mackenzie. Ele recebeu um diploma de bacharel em estudos políticos em 1985 na Universidade da Califórnia, Irvine, e um mestrado em relações internacionais na Universidade de Yale em 1987.

## Carreira
Pyatt iniciou sua carreira diplomática em Honduras de 1990 a 1992 como vice-cônsul e oficial econômico em Tegucigalpa . Ele foi vice-chefe da missão diplomática na Índia em 2006 e 2007. Depois disso, ele trabalhou como vice-chefe da missão dos EUA na Agência Internacional de Energia Atômica e outras organizações internacionais em Viena . Pyatt atuou como vice-secretário adjunto principal do Bureau de Assuntos da Ásia Meridional e Central de maio de 2010 a julho de 2013.
Pyatt prestou juramento do cargo de embaixador dos Estados Unidos na Ucrânia em 30 de julho de 2013 no Edifício Harry S Truman do Departamento de Estado dos EUA em Washington, DC O presidente ucraniano Viktor Yanukovych aceitou as credenciais de Pyatt em 15 de agosto de 2013. Após sua nomeação, Pyatt começou a estudar ativamente a língua ucraniana . Em 15 de outubro de 2013, Pyatt participou de uma conferência internacional sobre o combate ao antissemitismo em Kiev, mas não pôde se dirigir ao público no evento devido à paralisação do governo federal dos Estados Unidos em 2013.
Pyatt se tornou parte de um escândalo diplomático em janeiro de 2014, quando sua conversa com a Secretária de Estado Adjunta para Assuntos Europeus e Eurasianos do Departamento de Estado dos Estados Unidos, Victoria Nuland, foi aparentemente interceptada e enviada ao YouTube . A conversa incluiu comentários ofensivos de Nuland à União Europeia, que foram duramente criticados pelo presidente do Conselho Europeu Herman van Rompuy e pela chanceler alemã Angela Merkel.

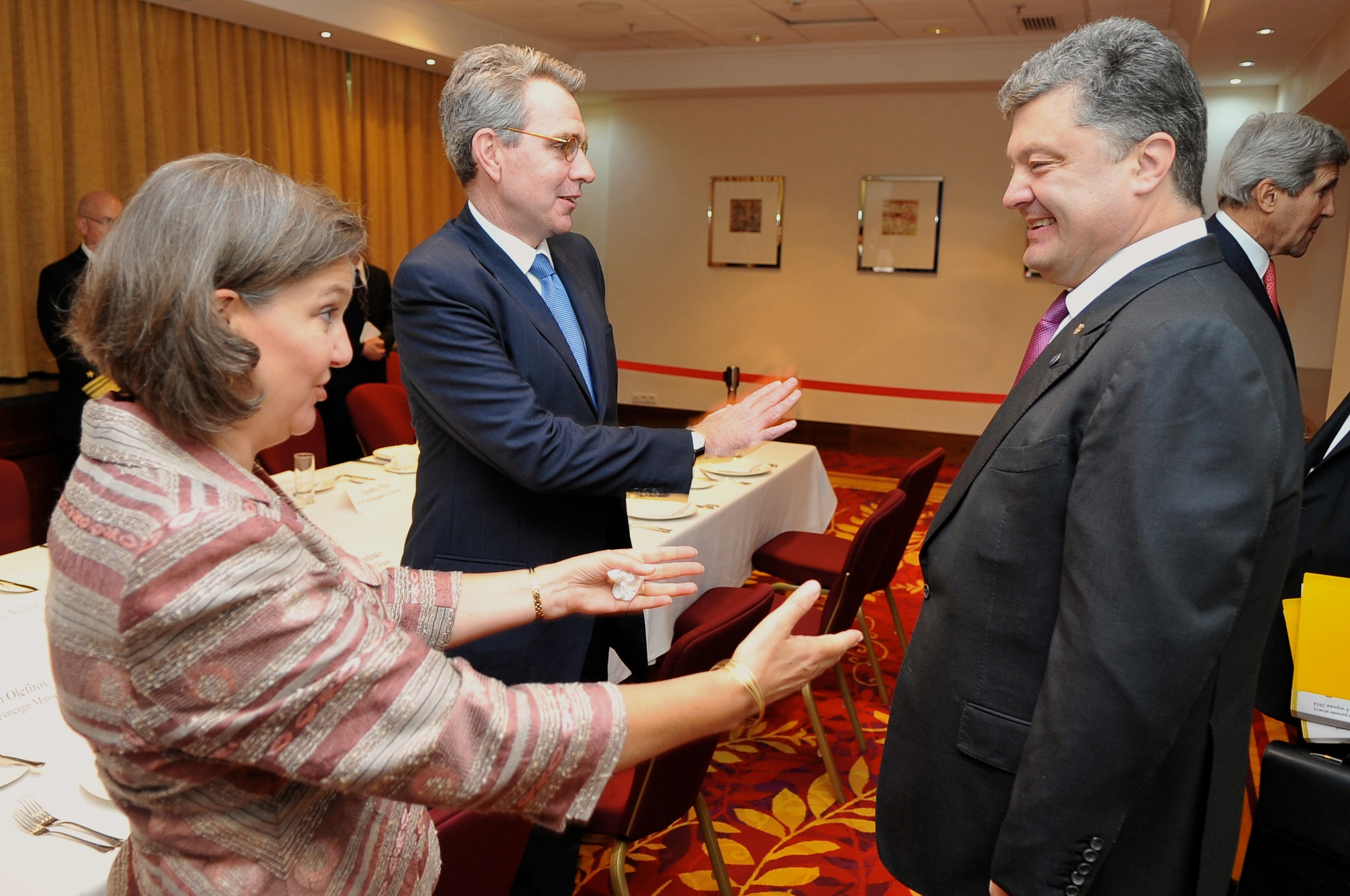
A secretária assistente Victoria Nuland e Geoffrey Pyatt cumprimentam o presidente eleito ucraniano Petro Poroshenko antes de se encontrar com o secretário de Estado dos EUA John Kerry em Varsóvia, Polônia, em 4 de junho de 2014

Pyatt apoiou a revolução ucraniana de 2014 contra o presidente da Ucrânia, Victor Yanukovych . Pyatt caracterizou os rebeldes separatistas pró-Rússia em Donetsk e Luhansk como "terroristas".
Em 25 de setembro de 2015, durante seu discurso no Fórum Financeiro de Odesa, Pyatt criticou o Ministério Público ucraniano. 
Em 19 de maio de 2016, ele foi nomeado pelo presidente dos EUA, Barack Obama, para servir como embaixador dos Estados Unidos na Grécia . Ele foi substituído por Marie L. Yovanovitch na Ucrânia. Ele foi confirmado como embaixador na Grécia em 14 de julho de 2016. Ele foi empossado em setembro de 2016. Ele apresentou suas credenciais em 24 de outubro de 2016. Ele serviu no cargo por 5 anos até sua renúncia em 2022.
Em 22 de abril de 2022, o presidente Joe Biden nomeou Pyatt para o cargo de Secretário de Estado Adjunto de Recursos Energéticos.